# معركة سيكيس طاش
معركة سيكيس طاش هي معركة حدثت في سنة 1933 في منطقة سيكيس طاش في إقليم تركستان الشرقية في الصين، حيث هاجمت قوات المسلمين الصينين الموالين للحكومة الصينية بقيادة ما زانكانغ قوات مسلمي الأويغور والقيرغيز الراغبين في الانفصال عن الصين، وقُتل في المعركة حوالي 200 من مسلمي الأويغور والقيرغيز.